# 퀴리누스
퀴리누스(라틴어: Quirinus)는 로마 신화에 나오는 신이다. 본래 이 신은 고대 로마의 이웃 민족이었던 사비니인에게서 유래한 신인데, 후에 고대 로마의 건국자인 로물루스가 신격화된 신으로 취급되었다. 로마 신화에서 꽤 중요한 신앙의 대상이었으며, 2월 17일에는 그를 기리는 축제인 퀴리날리아(Quirinalia) 축제를 열었다.

## 어원
퀴리누스라는 이름은 사비니어로 "창", "창을 든"이라는 뜻으로 도시국가 시절 로마 시민을 뜻하는 말인 퀴리테스(Quirites)와 같은 어원을 갖는다.

## 같이 보기
- 로물루스